# Han Yu
Dans ce nom, le nom de famille, Han, précède le nom personnel.
Han Yu (chinois 韓愈), né en 768, mort en 824, est un prosateur, poète, philosophe et homme politique de l'époque des Tang. On le considère traditionnellement comme l'un des trois grands écrivains de cette période, avec Li Bai et Du Fu.

## Biographie
Han Yu est né en 768 dans le district de Nanyang au Henan dans une famille noble. Il perdit son père alors qu’il n’avait que trois ans. Il fut alors élevé par le frère aîné de celui-ci. Dès l’enfance, Han Yu étudia assidûment les Classiques.
Sa famille s’installa à Chang’an en 774 mais fut bannie dans le sud de la Chine en 777 en raison de son association avec le ministre disgracié Yuan Zai. En 792, il réussit l’examen impérial jinshi 進士, de plus haut degré.
Il obtint son premier poste au gouvernement central en 802. Entre 807 et 819, il exerça différentes fonctions dans les ministères à Luoyang puis à Chang’an. 
Selon le Jiutang shu, Han Yu était apprécié pour sa franchise et son style, atouts qui lui ouvrirent les portes du palais impérial. Mais en 819, il écrit un Mémoire sur les reliques osseuses de Bouddha (Jiàn yíng fú gǔ biǎo 諫迎佛骨表) qui lui vaudra la disgrâce de l’empereur et son exil à Chaozhou près de Canton. Il mourut en 824.

## Œuvres
Han Yu est l'initiateur du mouvement pour la langue ancienne (古文運動, dit aussi « style antique »). Il s'agit moins en réalité d'imiter le style de l'Antiquité que d'une réaction contre la prose ornée, en phrases parallèles, en faveur depuis les Han jusqu'aux Tang, dans le but de revenir à un style plus direct, plus dépouillé. Han Yu est aussi poète, mais ce sont ses essais qui ont fait sa réputation, essais qui se caractérisent par leur côté moral, même s'il sait parfois faire preuve d'humour. Il s’est illustré dans la défense des valeurs confucéennes contre celles véhiculées par le bouddhisme ou la taoïsme.
Outre ses poèmes, Han Yu écrivit un essai sur « la Nature humaine originelle » (Yuan Xing 原性), dans lequel il développe ses réflexions sur les sentiments et la nature humaine.
Dans un autre essai intitulé « Le Dao originel » (Yuan dao 原道), il tente d'acclimater les concepts clefs du Taoïsme à l'éthique confucéenne. Il préconise aussi de mettre fin aux agissements des taoïstes et des bouddhistes en les chassant de leurs monastères et en brûlant leurs livres. Ce souhait se réalisera en 845 lors de la grande vague de persécution qui mit fin à l'âge d'or du bouddhisme en Chine.
Sa doctrine se résume ainsi : le bouddhisme et le taoïsme sont subversifs pour la moralité publique, tandis que l'éthique confucéenne est la base de la stabilité politique et sociale. 
Dans le mémoire « Mémoire sur les reliques osseuses de Bouddha » (Jiàn yíng fú gǔ biǎo 諫迎佛骨表) présenté au trône en 819, il dressa un réquisitoire en règle contre le bouddhisme, ses aspects économiques et sa doctrine. Il y écrit : 
« le Bouddha était un barbare. Il ne parlait pas la langue de l’Empire du Milieu, il s’habillait autrement que nous. Il ne répétait pas les maximes de nos maîtres, il n’obéissait pas à la foi de nos souverains du passé ; il ignorait les devoirs du souverain et des ministres, il ne savait pas les sentiments qui existent entre le père et le fils ».
La glorification de l’héritage culturel profond de la tradition confucéenne s’associe à un rejet de toutes influences extérieures.
Dans ce texte, il s’élevait contre le transfert d’une relique du Bouddha au palais impérial. Il soutenait aussi qu’avant l’arrivée du bouddhisme en Chine les gens vivaient en paix et les empereurs avaient une espérance de vie plus longue. Cette dernière remarque déplut fortement à l’empereur Xianzong (de la dynastie des Tang) qui voulut le condamner à mort. Sur les conseils de plusieurs fonctionnaires, l’empereur se résolut à le bannir dans le Sud-Ouest, comme gouverneur de la ville de Chaozhou (région de Canton), région au climat tropical réputé fatal aux gens du Nord. L’exil fut toutefois de courte durée car l’empereur mourut l’année suivante.
Han Yu disparut aussi peu de temps après en 824, à l’âge de 57 ans. On ne sait pas s’il mourut à Chaozhou ou s’il revint à la capitale Chang’an.
Quoi qu’il en soit, il fut réhabilité par la cour impériale. Il reçut le titre posthume de « Seigneur Wen » Wengong 文公 et connu une grande célébrité. Sa diatribe antibouddhique fut d’une remarquable efficacité et deux décennies plus tard la cour impériale proscrivit (en 842-845) les religions étrangères dont la première d’entre elles, le bouddhisme.
Il fut considéré comme le saint-patron de la renaissance confucéenne sous les Song. Han Yu est connu pour être l’oncle paternel (shufu 叔父) et le tuteur du célèbre Han Xiangzi, l’un des Huit immortels du taoïsme. L’existence historique de Han Xiangzi est essentiellement attestée par des vers, attribués à Han Yu, faisant l’éloge de son pouvoir magique.

## Divinisation
Après avoir critiqué le taoïsme de son vivant, paradoxalement, Han Yu fut divinisé dans la religion taoïste après sa mort. Son culte est très répandu dans le sud du Shaanxi et dans la province de Canton, lieu de son exil. Il est célébré sous son titre honorifique de Wengong 文公 « Seigneur Wen », notamment à Hanzhong en Chine centrale dans le temple Wengong, 文公祠, où sa statue trône au centre de la « grande salle » dadian 大殿.
Han Yu s’est vu aussi octroyer le titre « chef des dieux du sol » tudiye 土地爷. Il dirige les nombreux dieux du sol tudi gong 土地公, sortes de « gardes champêtres » de village et de quartier urbain.